# Деметриадес, Габриэлла
 Габриэлла Деметриадес (англ. Gabriella Demetriades) — южноафриканская модель и актриса. Была «Мисс Индийская премьер-лига (ИПЛ) Болливуда 2009» и была включена журналом FHM в список «100 сексуальных женщин мира».

## Биография
Участвовала в конкурсе красоты «Мисс ИПЛ Болливуда», представляя команду Deccan Chargers.
В 2009 году участвовала в конкурсе «Мисс Болливуд» вместе с 48 представительницами из ЮАР. Представляла команду Kolkata Knight Riders после того, как кто-то из зрителей обратил на неё внимание, наблюдая матч по крикету между командами Deccan Chargers и Rajasthan Royals. Снималась в различных индийских рекламных роликах, в частности для бренда Micromax Mobiles.
Появилась в промо-песне фильма Malayalam Red wine (റെഡ് വൈൻ), исполнив композицию Neelakasham kaividum (നീലാകാശം കൈവിടും). Появилась в музыкальном видео на песню Адитайи Нарайана Tu hi Pyar hai. Снялась во второстепенной роли в фильме Sonali Cable. В 2015 году снялась в Oopiri.